# Distrito de Paucarcolla
Paucarcolla es un distrito (municipio) situado en la provincia de Puno, en el departamento de Puno, Perú. Según el censo de 2017, tiene una población de 4224 habitantes.
Está localizado al norte de la ciudad de Puno. Limita por el norte con los distritos de Atuncolla y Huata; por el este con el Lago Titicaca; por el sur con el distrito de Puno, y por el oeste con los distritos de Atuncolla, Tiquillaca y con la Laguna Umayo.
Desde el punto de vista jerárquico de la Iglesia católica forma parte de la Diócesis de Puno en la Arquidiócesis de Arequipa.

## Toponimia
Su nombre proviene de los vocablos paucar, que significa "guerrero", en puquina, y colla, que significa "hierba o remedio curativo".

## Historia
En el pueblo de Paucarcolla se realizaron tres “censos”.
El primero se realizó en 1573, en la época de la “visita general” del Virrey Francisco de Toledo (1569 - 1581) y estuvo a cargo del Caballero Fray Pedro Gutiérrez. El censo reveló que había una población de 1003 tributarios, de los cuales 711 (el 70.9%) eran aimaras y 292 (el 29.1%) eran uros. Además había 205 viejos e impedidos, 1059 muchachos y 2319 mujeres, formando en total una colectividad de 4586 personas. (Hampe, 1985:210).
La segunda visita se llevó a cabo más de un siglo después de la visita general, cuando subsistió los efectos de la sistemática política de reorganización colonial impuesta por Toledo, generando un doble fenómeno social en la población andina: una concentración y dispersión. La concentración se dio en los “pueblos nuevos” o reducciones, que fueron más que verdaderos ´cárceles sin rejas´, mientras la dispersión fue consecuencia de las duras condiciones impuestas de trabajo, de tal suerte surgió la denominación de indios originarios y forasteros. Razón por la cual ante tan situación adversa de la población andina y con el propósito de dar una estructura más expedita, el Virrey Duque de la Plata [1681 - 1689] determinó llevar a cabo una numeración general de los indios del Perú que concluyó con la imposición de nuevas tasas tributarias y obligaciones laborales. Con este objetivo en 1684, se realizó un censo de los habitantes de Paucarcolla a cargo del Almirante - General Don Pedro Díaz Zorrilla quien registró en este pueblo 267 tributarios de procedencia forastera y 89 originarios (proporción 75 por 100 y 25 por 100 respectivamente).
La tercera visita se realizó en el siglo XVIII, a razón de la dura condición de servidumbre impuesta por los ibéricos que originó una catástrofe demográfica que sumado a una hecatombe, una grave epidemia llamada peste grande que apareció hacia 1720, diezmó y dejó en el peor ostracismo y pobreza a la población indígena. Por esta razón, una vez más, el Virrey Márquez de Castelfuerte [1724 - 1736] ordenó un empadronamiento de los indios originarios y forasteros de Paucarcolla, acción que se realizó durante los días 25 a 27 de febrero de 1728, dirigido por el capitán de infantería Manuel Benero de Valera. Por la visita se conoce que Paucarcolla estuvo dividido en 9 ayllus, 3 estancias y 2 ingenios, contó con una población de 753 habitantes de los cuales 574 originarios, 95 varones tributarios, 70 aymaras y 25 Uros. Y 179 indios forasteros de los cuales 43 tributarios (no se distingue tributarios aymaras ni uros).
En la época Republicana, el distrito de Paucarcolla fue creado mediante Decreto Legislativo N° 12103 del 2 de mayo de 1854, estando de Presidente de la República el Gran Mariscal Don Ramón Castilla.
El 11 de abril de 2013 se aprueba la creación de la Municipalidad del Centro Poblado de Santa Bárbara de Moro, en el Distrito de Paucarcolla, Provincia de Puno, de conformidad a la Constitución Política del Perú y Ley Orgánica de Municipalidades -Ley N° 27972-, Ordenanza Municipal N° 239-2009-CMPP; y, convoca a Elecciones Municipales para los cargos de Alcalde y Regidores.
El 27 de noviembre de 2013 se aprueba la creación de la Municipalidad del Centro Poblado de Collana, en el Distrito de Paucarcolla, Provincia de Puno, de conformidad a la Constitución Política del Perú y Ley Orgánica de Municipalidades Ley N° 27972, Ordenanza Municipal N° 239-2009-CMPP; y, convoca a Elecciones Municipales para los cargos de Alcalde y Regidores.
Actualmente, Paucarcolla se está convirtiendo en uno de los distritos más importantes de la provincia de Puno, atravesando por un proceso de desarrollo urbano. El año 2014 se anuncia que el Ministerio de Transportes y Comunicaciones a través de la Dirección de Circulación y Seguridad Vial deberá aprobar el proyecto del Circuito Vial del Manejo, en la zona de Patallani, distrito de Paucarcolla. El circuito se implementaría en un área de 12 mil metros cuadrados que tendrá cerco perimétrico, playa de estacionamiento, área de administración y otros. En la misma zona también se prevé la instalación de equipo mecánico, además de un centro de investigación técnico vehicular.

## Geografía
Paucarcolla está ubicado a una altitud de 3845 metros, oscilando entre los 3812 a 3900 metros sobre el nivel del mar, a orillas del Lago Titicaca. Después del distrito de Puno, Paucarcolla es el distrito más cercano al Centro Histórico de la ciudad de Puno (a 12 km aproximadamente).

## División administrativa
El área total del distrito de 161.12 km², distribuidos entre comunidades campesinas y centros poblados menores.

### Centros poblados
- Santa Bárbara de Moro
- Collana

### Comunidades
- San Martín de Porres Yanico
- San Miguel de Antoñani
- San Salvador de Machallata
- Tupac Amaru II de Chullara
- Jilanca
- Cueva
- Unión Colila
- Yanico Rumini
- Alianza Chale
- Pacarimuy
- Corte Estación

## Hitos urbanos
Destaca su centenaria Plaza de Armas, su hermoso templo colonial y sus pintorescas calles empedradas.

## Turismo
El Distrito de Paucarcolla, cuenta con atractivos turísticos, tales como las Cataratas de Totorani, las Chullpas del Cerro Pucara, los molinos en el Río Totorani, las cavernas de la Comunidad de Cueva, y similares en la Comunidad de Chingarani; atractivos caminos vecinales y el mirador natural del cerro ChaskaCcacca. Y también las chullpas Rústicas del cerro Paqara y en ayranpuni-pukara  Mirador del Cerro jilanca

## Autoridades

### Municipales
- 2023 - 2026
  - Alcalde: Hermegildo Llanque Rojas

```
** 
Regidores
:
```

- 1. Brigida Pelagia Rojas Ticona
  2. Ruelas Perez Alejandro
  3. Apaza Luque Giovanna
  4. Yana Pineda Jesus Manuel
  5. Benique Blancos Primitivo

- 2015 - 2018
  - Alcalde: Leonidas Sumerente Arias, del Proyecto Político Aquí.
  - Regidores:

  1. Mario Ticona Hualpa (Proyecto Político Aquí)
  2. Rosalía Chayña Rojas (Proyecto Político Aquí)
  3. Dionisio Mamani Aceituno (Proyecto Político Aquí)
  4. Lillian Anni Velasquez Humpire (Proyecto Político Aquí)
  5. Juan Carlos Llanqui Coila (Frente Amplio para el Desarrollo del Pueblo)
  6. Alfredo Gutiérrez Quispe  (Proyecto Político Aquí)

## Festividades
- Febrero: Festividad Virgen María de la Candelaria
- Diciembre: Festividad en honor a la Virgen Inmaculada Concepción

Cada 8 de diciembre se celebra la festividad en honor a la Virgen de la Inmaculada Concepción, patrona del distrito de Paucarcolla. 
En esta fiesta la población festeja con danza y música, que alegran y adornan las calles del distrito.